# Kacjaryna Dzehalevič
Kacjaryna Michajlovna Dzehalevič, accreditata come Ekaterina Dzehalevich dalla WTA (in bielorusso Кацярына Дзегалевіч?, in russo Екатерина Михайловна Деголевич?, Ekaterina Michajlovna Degolevič; Minsk, 3 maggio 1986), è una tennista bielorussa.

## Biografia
Vinse il Tashkent Open 2007 - Doppio in coppia con Nastas'sja Jakimava sconfiggendo in finale Taccjana Pučak e Anastasija Rodionova con il punteggio di 2–6, 6–4, [10–7]. Due anni dopo partecipò al torneo di Wimbledon 2009 - Doppio femminile fermandosi al secondo turno, cercò di ripetere l'impresa al Tashkent Open questa volta in coppia con Vitalija D'jačenko, ma Vol'ha Havarcova e Taccjana Pučak le sconfissero in finale con un punteggio di 6-2, 6(1)–7, 10-8.
Nel 2010 al Gastein Ladies 2010 - Singolare venne eliminata da Timea Bacsinszky, nello stesso anno al torneo di Wimbledon 2010 - Doppio femminile non superò il primo turno.